# 9 Mois de réflexion
Pour plus de détails, voir Fiche technique et Distribution.
9 Mois de réflexion (Frisch gepresst) est une Comédie romantique allemande réalisée par Christine Hartmann (de), sorti en 2012. Le film est adapté d'un roman de Susanne Fröhlich.
En France, il est diffusé le 2 novembre 2016 sur M6.

## Synopsis
Andrea, styliste en lingerie, n'a pas d'enfant par choix. Elle se consacre à créer et vendre ses collections dans la boutique héritée de sa tante en attendant d'intégrer un grand groupe milanais. Par hasard, elle retrouve Gregor, un copain de lycée, avec qui elle passe la nuit avant de tomber dans les bras de Chris, un séduisant avocat. Quelques semaines plus tard, elle découvre qu'elle est enceinte mais ignore qui est le père.

## Fiche technique
- Réalisation : Christine Hartmann
- Scénario : Dirk Ahner d'après un roman de Susanne Fröhlich
- Durée : 95 minutes

## Distribution
- Diana Amft (VFB : Micheline Tziamalis) : Andrea Schnidt
- Tom Wlaschiha : Chris
- Alexander Beyer : Gregor Fischle
- Jule Ronstedt (de) : Sabine
- Sylvester Groth : Helgo
- Sunnyi Melles (VFB : Béatrice Didier) : Franziska Schnidt